# Argleton

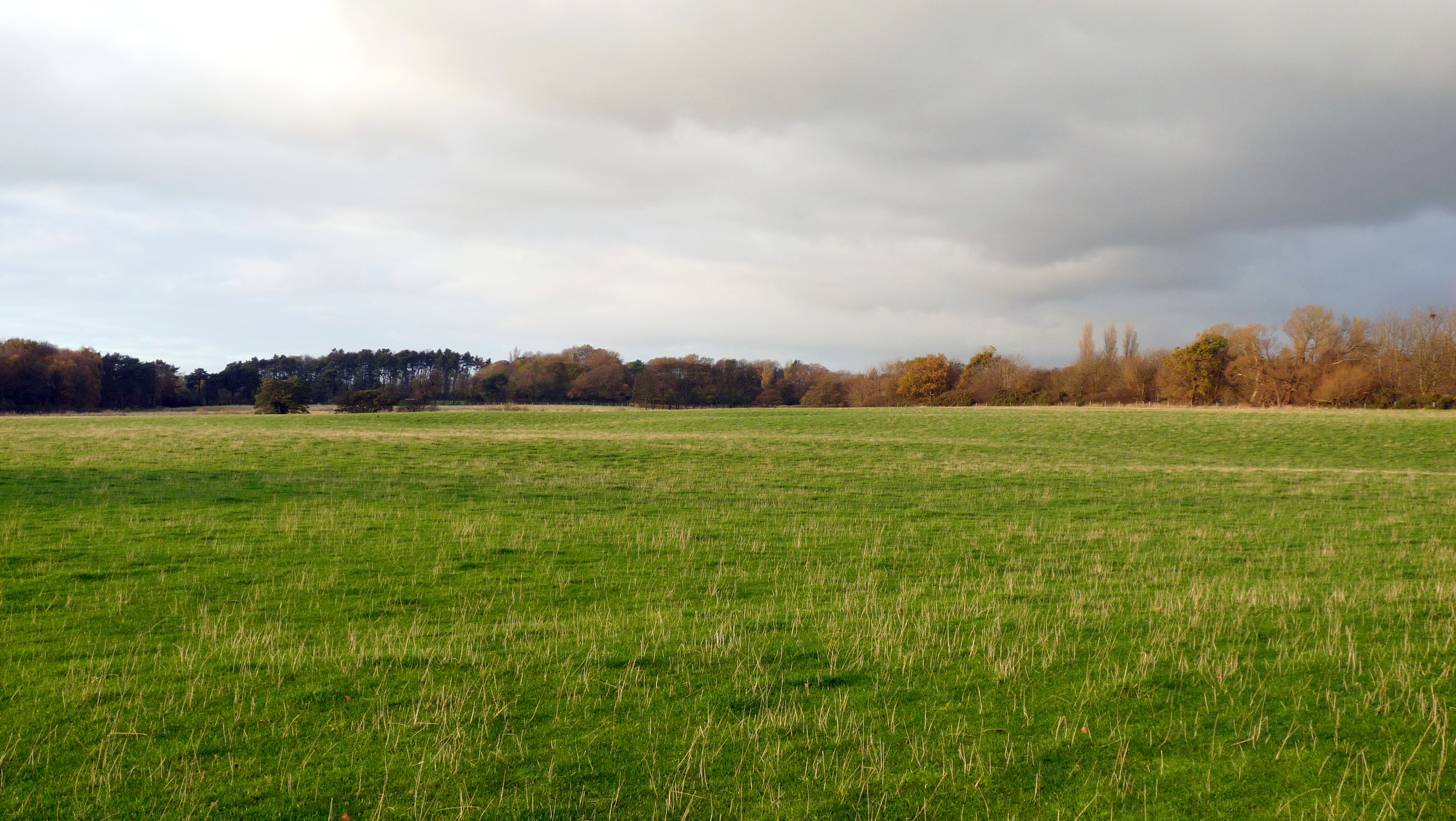
Fotografía a partir de la localización que ofrecía Google Maps.

Argleton es un pueblo fantasma que apareció en Google Maps y Google Earth, pero que no existía realmente.

## Ubicación
La supuesta localización de Argleton está a la salida de la A59, carretera a la parroquia civil de Aughton en Lancashire, Inglaterra, pero en realidad no era más que campos vacíos. A partir del 30 de enero de 2010, Argleton ya no estaba en Google Maps, pero todavía se puede ver en Google Street View buscando "Argleton".

## Descubrimiento
Argleton fue detectado por primera vez por Mike Nolan, jefe de servicios de web en la Universidad de Edge Hill y lo publicó en su blog el septiembre de 2008.